# Dudley Ryder, 3:e earl av Harrowby
Dudley Francis Stuart Ryder, 3:e earl av Harrowby, född den 16 januari 1831 i Brighton, död den 26 mars 1900 i Sandon Hall, Staffordshire, var en engelsk statsman. Han var son till Dudley Ryder, 2:e earl av Harrowby.
Harrowby var som lord Sandon 1856–1859 liberal, men 1868–1882 konservativ ledamot av underhuset. Han tog verksam del i förhandlingarna och visade liksom fadern stort intresse för de kyrkliga förhållandena. Åren 1874–1878 styrde han undervisningsväsendet med stor duglighet och blev därefter handelsminister till ministären Beaconsfields avgång i april 1880. Efter att ha ärvt peersvärdigheten 1882 var han lordsigillbevarare 1885–1886.